# 田村町大善寺
田村町大善寺（たむらまち だいぜんじ）は、福島県郡山市の大字である。郵便番号は963-1161。

## 地理
郡山市南東部の田村地区に属する。北で田村町金屋、田村町桜ケ丘、田村町手代木、東で田村町小川、南で田村町山中、南西で田村町正直、西で田村町御代田とそれぞれ隣接する。概ね町村制施行以前の田村郡大善寺村の流れを汲む地域である。一級水系阿武隈川水系谷田川流域および支流の前川下流域を主な範囲とする。川沿いの平地に水田が広がり、河川に挟まれた高台に集落や畑が広がる。南北に国道49号が縦断し、東西に都市計画道路笹川大善寺線として計画された市道小川笹川一丁目線が横断する。前川右岸には大安場古墳があり、史跡公園として整備されている。その北側の高台は宅地造成に伴い田村町桜ケ丘として分離新設された。田村町大善寺に所在する郡山警察署田村駐在所及び田村町岩作に所在する郡山消防署田村分署がそれぞれ管轄にあたる。

### 主な字
字
- 上石切場
- 割府
- 前畑
- 宿
- 羽黒堂

- 上野
- 中山田
- 東
- 戸屋
- 舘

- 中新屋敷
- 上新屋敷
- 下
- 上野代

### 河川
一級水系阿武隈川水系
- 谷田川
  - 前川

## 歴史
- 1879年1月27日 - 守山藩領大善寺村が福島県内における郡区町村制の施行により田村郡の村となる。
- 1889年4月1日 - 町村制の施行により大善寺村が金沢村、岩作村、守山村、山中村、御代田村、正直村、徳定村、細田村、大供村と合併し田村郡守山村が発足する。旧大善寺村域は守山村の大字となる。
- 1908年3月13日 - 守山村が町制施行し守山町となり、守山町の大字となる。
- 1955年1月1日 - 守山町が谷田川村と高瀬村の一部と合併し田村町が発足し、田村町の大字となる。
- 1965年5月1日 - 田村町が郡山市、安積郡富久山町、日和田町、熱海町、安積町、喜久田村、逢瀬村、片平村、三穂田村、湖南村と合併し新たな郡山市が設立され、郡山市の大字となる。

## 世帯数と人口
2024年1月1日現在の世帯数と人口は以下の通りである。
| 大字         | 世帯数  | 人口  |
| ------------ | ------- | ----- |
| 田村町大善寺 | 161世帯 | 385人 |

## 小・中学校の学区
市立小・中学校に通う場合、学区は以下の通りとなる。
| 番地               | 小学校             | 中学校             |
| ------------------ | ------------------ | ------------------ |
| 宿、大安場、羽黒堂 | 郡山市立高瀬小学校 | 郡山市立高瀬中学校 |
| 上記を除く全域     | 郡山市立守山小学校 | 郡山市立守山中学校 |

## 交通

### 道路
- 国道49号
  - 大善寺橋
- 郡山市道1-61号小川笹川一丁目線（都市計画道路笹川大善寺線
  - 金屋橋

## 施設
- 大安場史跡公園
  - 大安場古墳
- 大善寺古墳
- 大善寺上野横穴墓群
- サンマート 大善寺店
- 大善寺
- 藤稲荷神社
- 白幡神社
- 山ノ神神社